# Scheffel (Maßeinheit)

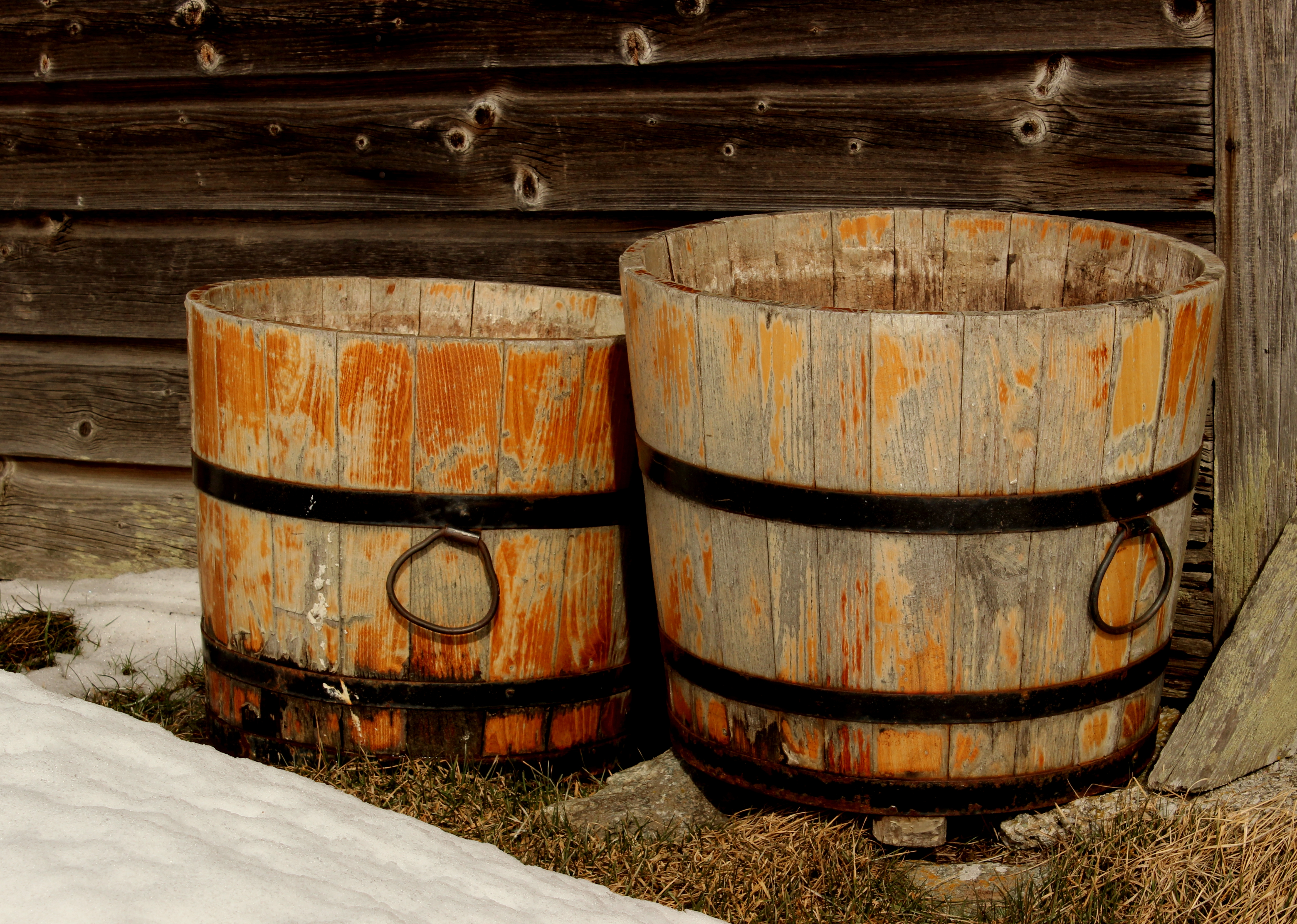
Zwei Schaffeln

Der Scheffel, auch Schaff, Schäffel, ist ein altes Raummaß, das zur Messung von Schüttgütern (z. B. Getreide) benutzt wurde und deshalb auch Getreidemaß genannt wurde. In Westfalen wurde der Scheffel auch zum Messen von Steinkohle verwendet. Die Größe eines Scheffels war sehr unterschiedlich, nach der Tabelle (siehe unten) zwischen 17,38 und 310,25 Liter. Weiterhin bezeichnet ein Scheffel (Landes) eine alte landwirtschaftliche Flächeneinheit.
Der vierte Teil des Scheffels wurde Fehrt, Fehrd oder Viert/Viertel/Vierfaß genannt. Es war das sogenannte Sipmaß, das Siebmaß. In Oberfranken wurde der vierte Teil des Scheffels als Sümmer bezeichnet. Dieser wiederum teilte sich in 14 Metzen oder 2 Malter, wobei 1 Malter wiederum als ½ Sümmer bezeichnet wurde.

## Grundlagen
Schon im Mittelalter wurde der Scheffel als Raummaßeinheit verwendet. Der Rauminhalt des Scheffels schwankte jedoch nach Land und Region. So sind für das 14. Jahrhundert unter anderen der Dresdner und der Radeberger Scheffel dokumentiert. Ein Scheffel entsprach dort 4 Viertel oder 16 Metzen oder 64 Mäßchen. In Preußen löste der Scheffel ab dem 1. Januar 1818 das Ringel als Maßeinheit ab. Dort galt in der Mitte des 19. Jahrhunderts für einen Scheffel ein Volumen von 16/9 Kubikfuß. Dies waren umgerechnet 3072 preußische Kubikzoll oder 2770,742 französische Kubikzoll. Dies entspricht umgerechnet einem Volumen von 54,9615 Litern. Neben dem Rauminhalt von 3072 preußischen Zoll galt ein lichtes Weitenmaß von 22 preußischen Zoll. Somit hatte ein zylindrisch geformter Scheffel eine Höhe von 8,0813878 preußischen Zoll. Teilweise war zu dieser Zeit auch noch der alte Scheffel als Maß in Gebrauch. Ein alter Scheffel hatte ein Volumen von 2759 französischen Kubikzoll, dies entsprach 54,728 Liter. Somit entsprach ein alter Scheffel 0,99575 Neuscheffel. Gleichzeitig galten für den Scheffel bestimmte Mindestgewichte. So galten folgende Mindestgewichte eines Scheffels in preußischen Pfund: Hafer 45 ½ preußische Pfund, Mehl 75 preußische Pfund, Gerste 55 ½ preußische Pfund, Weizen 85 ½ preußische Pfund und Hülsenfrüchte 90 ½ preußische Pfund. Das preußische Pfund entsprach seit dem 1. Juli 1858 500 Gramm. Für Kohlen galt zusätzlich das seit dem Jahr 1852 in Preußen eingeführte Streichmaß, nach dem ein Scheffel nur bis zum Rand ohne Häufung gefüllt werden musste. Dies galt auch für die Förderwagen, die den vielfachen Rauminhalt (fünf-, acht- oder zehnfach) eines Scheffels hatten.

## Regionale Varianten
Sofern nicht anders angegeben, stammen die Angaben von Johann Friedrich Krüger.
| Bezeichnung                                                                | Rauminhalt in Liter            |
| -------------------------------------------------------------------------- | ------------------------------ |
| Bayrischer Scheffel                                                        | 222,357                        |
| Erfurter Scheffel                                                          | 059,6132                       |
| Altenburg, Fürstentum, Scheffel                                            | 140                            |
| Altona in Holstein, dänischer Scheffel                                     | 017,38                         |
| Anclam in Pommern, alter Roggenscheffel                                    | 044,75                         |
| Annaberg in Sachsen, Scheffel                                              | 198,35                         |
| Bahn in Pommern, alter Roggenscheffel / alter Haferscheffel                | 052,61 / 78,93                 |
| Baiern, wie München                                                        |                                |
| Bautzen in Sachsen, alter Scheffel                                         | 109,09                         |
| Beeskow in Brandenburg, alter Scheffel                                     | 055,33                         |
| Belgard in Pommern alter Roggenscheffel / alter Haferscheffel              | 051,08 / 76,57                 |
| Berlin, Preußischer Reichsscheffel                                         | 054,91                         |
| Beuthen in Schlesien, alter Scheffel                                       | 204,48                         |
| Böhmischer Scheffel                                                        | 050                            |
| Borna in Sachsen, alter Scheffel                                           | 110,73                         |
| Brandenburg und Lenzen in der Mark Brandenburg, alter Scheffel             | 052,75                         |
| Braunschweig, Herzogtum, Scheffel                                          | 310,25                         |
| Bremen, Scheffel                                                           | 071,06                         |
| Breslau in Schlesien, alter Scheffel                                       | 073,94                         |
| Bunzlau in Schlesien, alter Scheffel                                       | 099,93                         |
| Camin in Pommern, alter Roggenscheffel / alter Haferscheffel               | 053,43 / 71,58                 |
| Chemnitz in Sachsen, alter Scheffel                                        | 149                            |
| Cleve in Rheinpreußen, Scheffel                                            | 053,54                         |
| Cöslin in Pommern, alter Roggenscheffel / alter Haferscheffel              | 053,43 / 54,91                 |
| Cöthen in Anhalt-Cöthen, Scheffel                                          | 052,91                         |
| Colberg in Pommern, alter Roggenscheffel / alter Haferscheffel             | 045,18 / 56,61                 |
| Colditz in Sachsen, alter Scheffel                                         | 079,32                         |
| Culm in Preußen, alter Scheffel                                            | 054,71                         |
| Danzig in Preußen, alter Scheffel                                          | 051,46                         |
| Delitzsch in preußisch Sachsen, alter Scheffel                             | 053,92                         |
| Delmenhorst in Oldenburg, Scheffel                                         | 019,75                         |
| Dresden in Sachsen, Scheffel                                               | 107,33                         |
| Duderstadt in Hannover, Scheffel                                           | 030                            |
| Eilenburg in preußisch Sachsen, alter Scheffel                             | 063,82                         |
| Eisleben in preußisch Sachsen, alter Scheffel                              | 072,31                         |
| Emden in Ostfriesland, Scheffel                                            | 023,89                         |
| Erfurt in preußisch Sachsen, alter Scheffel                                | 059,55                         |
| Freiberg in Sachsen, alter Scheffel                                        | 108,25                         |
| Gardelegen in der Mark Brandenburg, alter Scheffel                         | 049,74                         |
| Garz in Pommern, alter Roggenscheffel / alter Haferscheffel                | 052,19 / 78,29                 |
| Geldern in Rheinpreußen, alter Scheffel                                    | 035,72                         |
| Glatz in Schlesien, alter Scheffel                                         | 092,57                         |
| Glogau in Schlesien, alter Scheffel                                        | 102,23                         |
| Görlitz in Schlesien, alter Scheffel                                       | 141                            |
| Goldberg und Löwenberg in Schlesien, alter Scheffel                        | 099,34                         |
| Gotha in Coburg-Gotha, Scheffel                                            | 087,67                         |
| Greifswald in Vorpommern, alter Scheffel                                   | 038,92                         |
| Grimma in Sachsen, alter Scheffel                                          | 103,3                          |
| Halle in preußisch Sachsen, alter Scheffel                                 | 079,38                         |
| Hamburg, Scheffel Weizen, Roggen und Erbsen                                | 105,26                         |
| Hamburg, Scheffel Gerste und Hafer                                         | 157,89                         |
| Hamm in Westfalen, alter Scheffel                                          | 061,23                         |
| Havelberg in der Mark Brandenburg, alter Scheffel                          | 051,46                         |
| Heiligenstadt in Reg.-Bez. Erfurt, alter Scheffel                          | 021,64                         |
| Herford in Westfalen, alter Scheffel                                       | 043,14                         |
| Hildesheim in Hannover, Scheffel                                           | 051,8                          |
| Hirschberg in Schlesien, alter Scheffel                                    | 092,43                         |
| Jauer in Schlesien, alter Scheffel                                         | 095,89                         |
| Jena in Sachsen-Weimar, Scheffel                                           | 080                            |
| Jever in Oldenburg, Scheffel                                               | 029,95                         |
| Kiel und in Holstein, Scheffel                                             | 039,48                         |
| Königsberg in Preußen, alter Scheffel / neuer Scheffel                     | 049,82 / 52,97                 |
| Kyritz und Rathenow in der Mark Brandenburg, alter Scheffel                | 050,61                         |
| Landshut und Polkwitz in Schlesien, alter Scheffel                         | 102,81                         |
| Langensalza in preußisch Sachsen, alter Scheffel                           | 055,63                         |
| Lauenburg in Pommern, alter Roggenscheffel / alter Haferscheffel           | 057,43 / 82,46                 |
| Leipzig, alter Leipziger Scheffel                                          | 080,58                         |
| Lemgo und Fürstentum Lippe, Scheffel                                       | 036,25                         |
| Liegnitz in Schlesien, alter Scheffel                                      | 097,61                         |
| Lübeck, Getreidescheffel / Haferscheffel                                   | 022,67 / 39,60                 |
| Lüneburg in Hannover, Scheffel                                             | 062,14                         |
| Mecklenburg, wie Rostock                                                   |                                |
| Minden in Westfalen, alter Stadtscheffel                                   | 058,52                         |
| Mühlhausen in preußisch Sachsen, alter Scheffel                            | 040,07                         |
| München und Baiern, Getreideschäffel / alter Haferscheffel                 | 222,2 / 343                    |
| Münster in Westfalen, Scheffel                                             | 023,25                         |
| Münsterberg in Schlesien, alter Scheffel                                   | 108,59                         |
| Naumburg in preußisch Sachsen, alter Scheffel                              | 077,12                         |
| Neu-Strelitz in Mecklenburg-Strelitz, Scheffel                             | 051,6                          |
| Nördlingen in Baiern, Getreide / Gerste / Dinkel / Hafer                   | 097,75 / 144,3 / 219,4 / 229,2 |
| Nordhausen in preußisch Sachsen, alter Scheffel                            | 045,4                          |
| Oels in Schlesien, alter Scheffel                                          | 100,21                         |
| Ohlau in Schlesien, alter Scheffel                                         | 106,17                         |
| Oldenburg, Scheffel                                                        | 022,25                         |
| Oschatz in Sachsen, alter Scheffel                                         | 112,18                         |
| Osnabrück in Hannover, Scheffel                                            | 028,70                         |
| Paderborn in Westfalen, alter Kreuzscheffel                                | 041,91                         |
| Pasewalk in Pommern, alter Roggenscheffel / alter Haferscheffel            | 054,55 / 75,5                  |
| Pegau in Sachsen, Scheffel                                                 | 084,81                         |
| Perleberg, Pritzwalk und Werben in der Mark Brandenburg, alter Scheffel    | 049,76                         |
| Pfaffenhofen in Baiern, Getreidescheffel / Haferscheffel                   | 231,6 / 260                    |
| Pirna und Stolpen in Sachsen, wie in Bautzen                               |                                |
| Plauen in Sachsen, Scheffel                                                | 154,13                         |
| Potsdam in der Mark Brandenburg, alter Scheffel                            | 053,19                         |
| Prenzlow in der Mark Brandenburg, alter Scheffel                           | 055,76                         |
| Preußen, wie Berlin                                                        |                                |
| Pyritz und Stargard in Pommern, alter Roggenscheffel / alter Haferscheffel | 051,82 / 68,62                 |
| Querfurt in preußisch Sachsen, alter Scheffel                              | 052,88                         |
| Radeberg in Sachsen, Scheffel                                              | 191,626                        |
| Rendsburg in Holstein, Scheffel                                            | 042,49                         |
| Rochlitz in Sachsen, alter Scheffel                                        | 105,68                         |
| Rostock, mecklenburgischer Scheffel: Getreide / Hafer                      | 038,85 / 43,77                 |
| Rügenwalde in Pommern, alter Getreidescheffel / alter Haferscheffel        | 047,18 / 66,48                 |
| Ruppin in der Mark Brandenburg, alter Scheffel                             | 054,04                         |
| Sagan in Schlesien, alter Scheffel                                         | 097,04                         |
| Salzwedel, Seehausen und Osterburg in der Mark Brandenburg, Scheffel       | 048                            |
| Schweidnitz in Schlesien, alter Scheffel                                   | 083,15                         |
| Soest in Westfalen, Scheffel                                               | 029,43                         |
| Stapelholm in Schleswig, Scheffel                                          | 021,58                         |
| Stendal und Tangermünde in der Mark Brandenburg, Scheffel                  | 046,33                         |
| Stolpe in Pommern, alter Scheffel Getreide / alter Scheffel Hafer          | 046,33 / 54,91                 |
| Stralsund in Pommern, Scheffel                                             | 038,92                         |
| Strelitz, wie Neu-Strelitz                                                 |                                |
| Stuttgart, württembergischer Reichsscheffel                                | 177,18                         |
| Torgau in preußisch Sachsen, alter Scheffel                                | 066,11                         |
| Uckermünde in Pommern, alter Roggenscheffel / alter Haferscheffel          | 052,33 / 54,91                 |
| Unna in preußisch Westfalen, alter Scheffel                                | 051                            |
| Weimar, Scheffel                                                           | 076,89                         |
| Weißenfels in preußisch Sachsen, alter Scheffel                            | 167,28                         |
| Wernigerode, alter Scheffel                                                | 052,88                         |
| Wismar in Mecklenburg, Scheffel                                            | 038,25                         |
| Wohlau in Schlesien, alter Scheffel                                        | 107,44                         |
| Wolgast in Pommern, alter Scheffel                                         | 040,48                         |
| Wollin und Usedom in Pommern, alter Roggenscheffel / alter Haferscheffel   | 053,19 / 78,06                 |
| Worbis in preußisch Sachsen, alter Scheffel                                | 031,13                         |
| Württemberg, wie Stuttgart                                                 | 177,18                         |
| Wurzen in Sachsen, alter Scheffel                                          | 070,55                         |
| Zwickau in Sachsen, Scheffel                                               | 067                            |

Oft unterschied man beim Scheffel:
- Quedlinburg 1 Scheffel Stiftsmaß = 3231 Pariser Kubikzoll entsprach 85 Pfund
- Quedlinburg 1 Scheffel Stadtmaß = 3430 Pariser Kubikzoll entsprach 90 Pfund
- Querfurt 1 Scheffel Schloßmaß = 2643 Pariser Kubikzoll entsprach 70 Pfund
- Querfurt 1 Scheffel Dorfmaß = 2830 Pariser Kubikzoll entsprach 101 Pfund
- Herzogtum Oldenburg: 1 Stiftskirchenscheffel = 53,16 Liter (leicht gehäuft für die Abgabe an Kirchen)[16][17]

## Gewichtsunterschiede, Anwendung im Bergbau
Die Umrechnung des Scheffels in moderne Gewichtsgrößen ist nicht immer genau möglich. Dies liegt zum einen an den unterschiedlichen Kohlensorten und deren unterschiedlichen spezifischen Gewichten, zum anderen aber auch an der unterschiedlichen Stückigkeit der Kohle. Somit unterliegen die Angaben gewissen Schwankungsbreiten. Das Gewicht eines Scheffels Kohle schwankte je nach Bergbaurevier zwischen 40 und 75 Kilogramm. Bis zum Jahr 1855 kann ein Durchschnittswert von 55 Kilogramm für den Scheffel angenommen werden. Ab der Gewichtsbereinigung um das Jahr 1855 galt in Preußen für den Scheffel (Neuscheffel) ein Gewicht von 50 Kilogramm. Trotz der Gewichtsbereinigung verwendeten einige Bergwerke noch eine längere Zeit die alten Maße oder zusätzlich ihre eigenen Maße.
In der Grafschaft Mark wog ein Scheffel zwischen den Jahren 1800 und 1836 65 Kilogramm. In Pörtingsiepen entsprach im Jahr 1842 der Scheffel 75 Kilogramm. In Langenbrahm wog in den Jahren 1870 bis 1880 ein Scheffel 51,50 Kilogramm. Im Handelskammerbezirk Essen/Mülheim/Oberhausen entsprach ein Scheffel einem Gewicht von 53,76 Kilogramm. Für Gasflammkohlenzechen galt für den Scheffel ein Gewicht von 41,70 Kilogramm. Es gab sogar unter einzelnen Bergwerken abweichende Gewichte für den Scheffel. Für die Zeche Friederica galt bis zum Jahr 1837 für einen Scheffel das Gewicht von 55,50 Kilogramm. Für die Zeche Vereinigte Hannibal galt für einen Scheffel das Gewicht von 42,75 Kilogramm. Auf der Zeche Dahlbusch hatte ein Scheffel in den Jahren 1873 bis 1875 42 Kilogramm und ab dem Jahr 1876 42,50 Kilogramm. Für die Zeche Heinrich in Essen-Überruhr galt für den Scheffel ein Gewicht von 55 Kilogramm. Für die Königsgrube galt bis zum Jahr 1872 für einen Scheffel das Gewicht von 47,20 Kilogramm, ab dem Jahr 1874 das Gewicht von 47,50 Kilogramm und ab 1875 wiederum das Gewicht von 47,20 Kilogramm. Die Zeche Holland setzte 1872 für den Scheffel das Gewicht von 51,26 Kilogramm an. In der Gutehoffnungshütte wurde der Scheffel im Jahr 1870 mit 46 Kilogramm berechnet. Auf der Zeche Concordia wurde im Jahr 1870 der Neuscheffel noch mit 48 Kilogramm berechnet.
- im Lavanttal 1 Schaff = 4 Metzen (Wiener)[19]

## Der Scheffel im Volksmund
Die Redensart „man soll sein Licht nicht unter den Scheffel stellen“ bedeutet, man soll seine Leistungen und/oder Verdienste nicht aus Bescheidenheit verbergen oder die eigene Leistungsfähigkeit geringschätzen. Die Redensart bezieht sich auf das Gleichnis vom Licht unter dem Scheffel im Neuen Testament (Mk 4,21 ; Mt 5,15 ; Lk 11,33 ) in der Übersetzung Martin Luthers; gemeint ist der Korb oder das Gefäß, mit dem die Menge abgemessen wird. Luther wählte „Scheffel“ als Übersetzung für das Hohlmaß griechisch modios, bzw. lateinisch modius, dessen Volumen mit ca. 8,75 l angegeben wird.

## Der Scheffel im Sprichwort
„Nenne niemanden deinen Freund, wenn du nicht schon mindestens einen Scheffel Salz mit ihm gegessen hast!“

Wie lange es dauert, bis man mit der normalen Ernährung einen Scheffel Salz gemeinsam verbraucht hat, kann man ermessen, wenn man sich die Maßeinheit anschaut.